# Abkommen zur Vereinheitlichung von Regeln über die Beförderung im internationalen Luftverkehr
Das Abkommen zur Vereinheitlichung von Regeln über die Beförderung im internationalen Luftverkehr, verhandelt 1929 in Warschau, auch genannt Warschauer Abkommen über die Beförderung im internationalen Luftverkehr oder kurz Warschauer Abkommen, ist ein internationales Vertragswerk zur Vereinfachung der Regeln über die Beförderung im Internationalen Luftverkehr, das für viele Staaten inzwischen durch das Montrealer Übereinkommen abgelöst wurde.

## Wesen
Das Abkommen wurde am 12. Oktober 1929 in Warschau unterzeichnet und 1933 für Deutschland ratifiziert. Der Vertrag regelt sowohl internationale Luftbeförderungen von Passagieren, als auch den Transport von Luftfracht. Voraussetzung für die Anwendbarkeit des Abkommens ist, dass entweder die Staaten des Abgangs- und des Zielflughafens dieses Abkommen ratifiziert haben oder dass die Anwendbarkeit im konkreten Luftbeförderungsvertrag ausdrücklich vereinbart wird.
Inhalt des Vertrages sind
- Regelungen zum Flugschein und dem Fluggepäckschein
- Regelungen zum Luftfrachtbrief
- Fragen der Haftung bei Verstößen deliktischer und vertragsrechtlicher Art[2]
- Besonderheiten bei gemischter Beförderung
- die internationale Rechtsdurchsetzung

Das Warschauer Abkommen wurde in der Folgezeit mehrfach verändert und ergänzt, so durch das Haager Protokoll von 1955, das Montreal-Interim Agreement von 1966 und die vier Montrealer Protokolle von 1975. Im Verhältnis Deutschlands zu den meisten anderen Unterzeichnerstaaten galt das Warschauer Abkommen zuletzt in der Fassung des Haager Protokolls, welches 1958 ratifiziert wurde.
Bei dem Warschauer Abkommen und seinen Nachfolgevereinbarungen handelt es sich um ein zersplittertes Regelwerk, das in vielerlei Hinsicht nicht mehr den Anforderungen der heutigen Zeit entspricht. Insbesondere die niedrigen Haftungsgrenzen werden kritisiert. Es wurde in vielen Staaten inzwischen durch das 1999 unterzeichnete Montrealer Übereinkommen abgelöst; allerdings ist das Warschauer Abkommen durchaus noch in einigen Staaten in Kraft.
Welche Staaten Mitglieder des Warschauer Abkommens, eines der internationalen Folgeabkommen oder des Montrealer Übereinkommens sind, kann bei der International Civil Aviation Organization (ICAO) nachgefragt werden.